# Cádiz (provins)
 Cádiz är en provins i den spanska regionen Andalusien, med den likabenämnda staden Cádiz som provinshuvudstad.

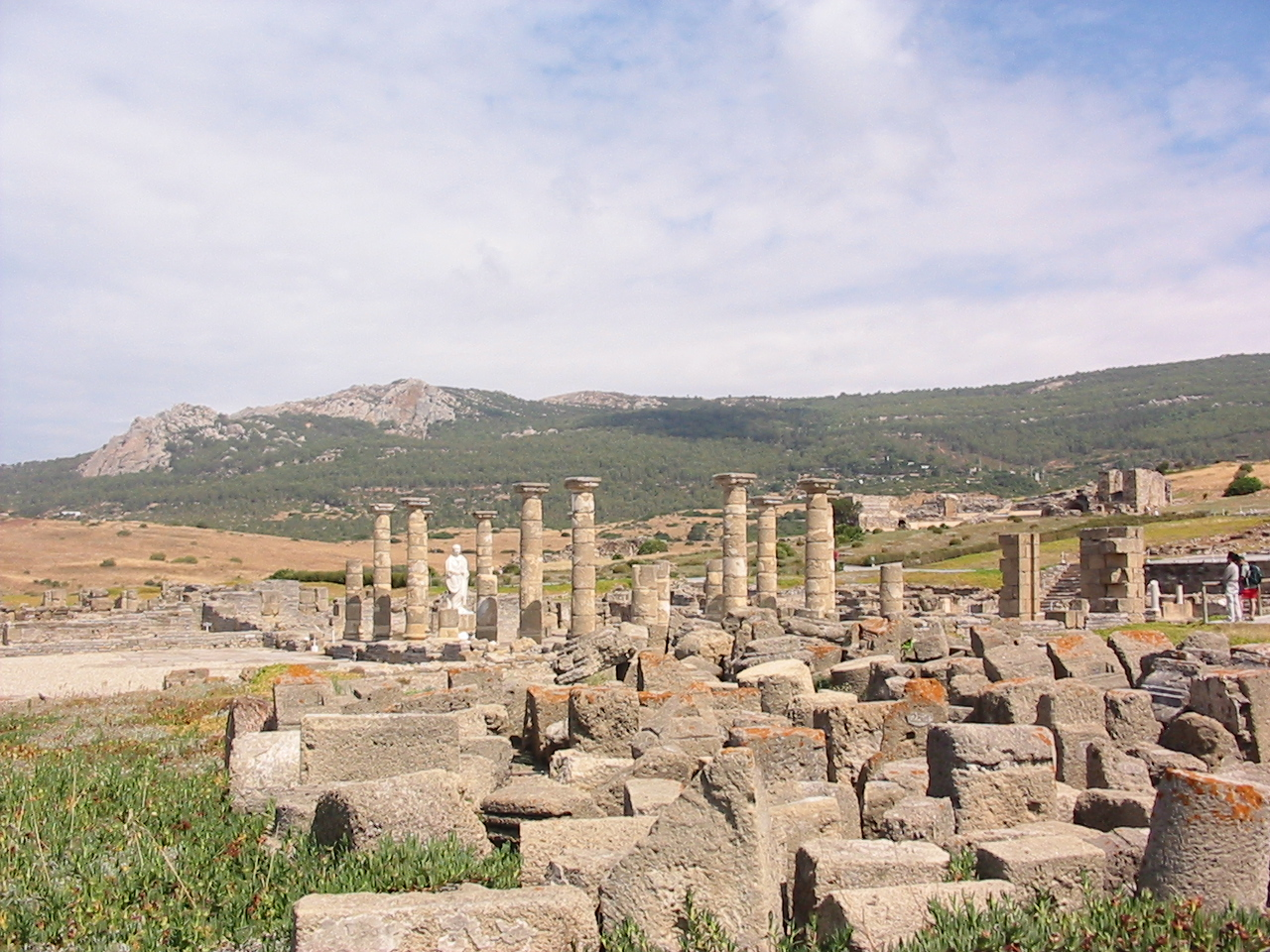
Baelo Claudia